# Ernst Larsson
Ernst Edvin Hugo Larsson, född 11 mars 1911 i Limhamn i Malmöhus län, död 3 juli 1998 i Lindome, var en svensk målare och yrkesmålare.
Han var son till lantbrukaren Jakob Larsson och Anna Maria Nilsson och från 1940 gift med Marianne Englund. Larsson studerade konst för Nils Nilsson vid Valands målarskola i Göteborg 1938–1943 och under studieresor till Nederländerna, Danmark, Belgien och Frankrike. Separat ställde han ut i Göteborg, Örebro, Kalmar och Stockholm och han medverkade i samlingsutställningar i Göteborg och Örebro ett flertal gånger. Hans konst består av blomsterstilleben, interiörer och landskap.